# 1142년

## 연호
- 남송(南宋) 소흥(紹興) 12년
- 금(金) 황통(皇統) 2년
- 일본(日本) 에이지(永治) 2년 / 고지(康治) 원년
- 서하(西夏) 대경(大慶) 3년
- 리 왕조(李朝) 다이딘(大定) 3년

## 기년
- 남송(南宋) 고종(高宗) 16년
- 금(金) 희종(熙宗) 8년
- 고려(高麗) 인종(仁宗) 20년
- 서하(西夏) 인종(仁宗) 3년
- 리 왕조(李朝) 영종(英宗) 5년